# The Killer Barbies
The Killer Barbies – hiszpańska muzyczna grupa punkowa. Grupa zadebiutowała w 1994 roku. Jej liderką była wokalistka-gitarzystka Silvia Superstar (właściwie: Silvia García Pintos).
Grupa zagrała w dwóch filmach w reżyserii Jesúsa Franco. Były to Killer Barbys (1996) i Killer Barbys vs. Dracula (2002).

## Dyskografia

### Single iEP
- „I Wanna Live in Tromaville” (1994)
- „Elvis Live!!” (1994)
- „Comic Books” (1994)
- „Killer Barbies/Aneurol 50 split single” (1995)
- „Love Killer” (1996)
- „Freaktown” (1996)
- „Attack of the Killer Barbies” (1997)
- „Crazy” (1997)
- „Mars” (2000)
- „Downtown” (2000)
- „Gente Pez” (2001)
- „Candy” (2002)

### Albumy
- „Maqueta demo tape” (1994)
- „Dressed to Kiss” (1995)
- „...Only for Freaks!” (1996)
- „Big Muff” (1998)
- „Intoxication” (1999)
- „Fucking Cool” (1999)
- „Bad Taste” (2000)
- „Gente Pez” (2001)
- „Sin Is In” (2003)
- „Marea de Musica” (2003)
- „Freakshow” (2004)

### Składanki
- „Xabarin Contra El Doctor No” (1995)
- „Spiderman” (1996)
- „Hackers” (1996)
- „Ma Baker” (1996)
- „These Boots Are Made For Walking” (2001)
- „A Thing About You” (2005)